# Петропавловка (Кугарчинский район)
Петропавловка (баш. Петропавловка) — деревня в Кугарчинском районе Башкортостана, входит в состав Нижнебиккузинского сельсовета.

## Географическое положение
Находится в левобережье реки Белой в 5,5 км к северо-востоку от Юмагузино, в 28 км к северо-западу от Мраково, в 35 км к востоку от Мелеуза, в 200 км к югу от Уфы. С юга к деревне примыкает лесной массив.
Дорог с твёрдым покрытием в деревне нет (в 2 км к востоку от деревни проходит автодорога Юмагузино — Нижнебиккузино — Юмагузинская ГЭС).

## Население
| 2002 | 2009 | 2010 |
| ---- | ---- | ---- |
| 9    | ↘4   | →4   |

Согласно переписи 2002 года, преобладающая национальность — русские (89 %).